# Делиормански кон
Вижте пояснителната страница за други значения на Кон.
Делиормански кон е примитивна порода коне отглеждана в България. Разпространен е в Лудогорието (Делиормана), откъдето идва и наименованието ѝ.

## История
Делиорманският кон е селектиран в района на североизточна България и се е наложил като порода равнинен кон, издръжлив на местните климатични условия. Представители от нея са послужили като основа в създаването на други породи коне. В наши дни породата не се среща в чисто състояние и се смята за изчезнала поради кръстосването ѝ с представители на други породи.
Основното му предназначение е било ползване като впрегатна сила.

## Описание
Характеризирала се е с нисък ръст – височина при холката 120 – 140 см. Тялото е непропорционално с по-добре развита предна част, плоски, дълги и плитки гърди. Главата е масивна и груба.
Характерни за породата цветове са алест, кестеняв, сив и черен.